# Santee (Nebraska)
Santee es una villa ubicada en el condado de Knox en el estado estadounidense de Nebraska. En el Censo de 2010 tenía una población de 346 habitantes y una densidad poblacional de 237,28 personas por km².

## Geografía
Santee se encuentra ubicada en las coordenadas 42°50′19″N 97°50′58″O / 42.83861, -97.84944. Según la Oficina del Censo de los Estados Unidos, Santee tiene una superficie total de 1.46 km², de la cual 1.46 km² corresponden a tierra firme y (0%) 0 km² es agua.

## Demografía
Según el censo de 2010, había 346 personas residiendo en Santee. La densidad de población era de 237,28 hab./km². De los 346 habitantes, Santee estaba compuesto por el 2.89% blancos, el 0% eran afroamericanos, el 92.49% eran amerindios, el 0% eran asiáticos, el 0% eran isleños del Pacífico, el 0.29% eran de otras razas y el 4.34% pertenecían a dos o más razas. Del total de la población el 7.51% eran hispanos o latinos de cualquier raza.